# Операција Врбас ’92
Операција Врбас ’92 је била војна операција Војске Републике Српске, која је била покренута током јула 1992. године. Борбе за Јајце су трајале до краја октобра, када је 30. лака пјешадијска дивизија ВРС заузела сам град и протерала хрватске и муслиманске снаге.

## Операција
Када је пробијен Коридор у Посавини, ВРС је послала тенкове и артиљерију 30. крајишкој дивизији (која је успешно заузела град 29. октобра). После заузимања Посавине током операције Коридор, где је више од 1.220 хрватских војника погинуло, хрватске снаге су зауставиле окршаје са ВРС и сконцентрисале своје снаге против Армије Републике Босне и Херцеговине. ВРС је искористила прилику да покрене свеж напад према Јајцу услед сукоба АРБиХ–ХВО, нападајући из три правца према граду 25. октобра. На кратко зауставивши свој сукоб, јединице Територијалне одбране (ХВО и АРБиХ) распоређене у Јајцу бориле су се четири дана пре него што су капитулирале; ВРС је ушла у град 29. октобра, а око 30.000 цивила је избегло. Операција Врбас 92 је коначно завршена 18. новембра. До тада су снаге ВРС заузеле преостало подручје општине и досегле положаје до села Турбе у општини Травник.